# Caliphaea
Caliphaea – rodzaj ważek z rodziny świteziankowatych (Calopterygidae).

## Podział systematyczny
Do rodzaju należą następujące gatunki:
- Caliphaea angka Hämäläinen, 2003
- Caliphaea confusa Hagen in Selys, 1859
- Caliphaea consimilis McLachlan, 1894
- Caliphaea hermannkunzi Zhang & Hämäläinen, 2020
- Caliphaea nitens Navás, 1934
- Caliphaea sinuofurcata Sawant, Joshi & Kunte, 2025
- Caliphaea thailandica Asahina, 1976